# Диграф
Диграф (дос. ’двоструки знак’) је комбинација два словна знака (графема) да би се представио један глас (фонем), сугласнички или самогласнички. У неким алфабетима се диграфи третирају као једно слово, као у српској латиници (lj, nj и dž), а у другима као посебна слова, као у бугарском (дж, дз...), немачком (ch, ie...), енглеском (ee, th...) или италијанском (gn, zz...)